# Stella Club d'Adjamé
O Stella Club d'Adjamé é um clube de futebol da Costa do Marfim, da cidade de Abidjan. Suas cores são verde e branco.

## Títulos
| CONTINENTAIS    | CONTINENTAIS           | CONTINENTAIS | CONTINENTAIS      |
|                 | Competição             | Títulos      | Temporadas        |
| --------------- | ---------------------- | ------------ | ----------------- |
|                 | Copa da CAF            | 1            | 1993.             |
| REGIONAL        |                        |              |                   |
|                 | Competição             | Títulos      | Temporadas        |
|                 | Copa WAFU              | 1            | 1981.             |
| NACIONAIS       |                        |              |                   |
|                 | Competição             | Títulos      | Temporadas        |
| Costa do Marfim | Ligue 1 Côte d'Ivoire  | 3            | 1979, 1981, 1984. |
| Costa do Marfim | Coupe de Côte d'Ivoire | 3            | 1974, 1975, 2012. |
| Costa do Marfim | Copa Houphouët-Boigny  | 2            | 1977, 1984.       |